# Reggie Diergaardt
Reggie Diergaardt (właśc. Raymond Reginald Diergaardt) (ur. 9 sierpnia 1957 w Upington w ZPA) – namibijski polityk, poseł do Zgromadzenia Narodowego (1989–1993, 2005–), były wiceminister (1990–1993). 

## Życiorys
Urodził się w Związku Południowej Afryki, gdzie w 1978 ukończył Dower Training College w Port Elizabeth. W 1989 znalazł się wśród członków założycieli Zjednoczonego Frontu Demokratycznego, do którego należał do 1993 – reprezentował w nim Partię Pracy (Labour Party). W 1989 został wybrany w skład Zgromadzenia Narodowego. Po uzyskaniu przez Namibię niepodległości w marcu 1990 został mianowany jednym z dwóch członków rządu nie będących działaczami SWAPO – do lutego 1991 sprawował funkcję wiceministra przemysłu i handlu, po czym objął obowiązki wiceministra ds. młodzieży i sportu (do kwietnia 1993). Po odejściu z polityki zajmował się działalnością biznesową oraz kościelną. Stanął na czele Międzywyznaniowego Stowarzyszenia Młodzieży Namibii (ang. Interdenominational Youth Society of Namibia, do 2002). 
W 1999 przeszedł do SWAPO. W kwietniu 2005 prezydent Hifikepunye Pohamba wyznaczył go jednym z sześciu posłów do parlamentu bez prawa do głosowania. 